# Jean Dumur
 (mai 2024).
Pour les articles homonymes, voir Dumur.
Jean Dumur, né Jean Aeschbacher le 10 janvier 1930 à Neuchâtel et mort le 2 février 1986 à Genève, est un écrivain, essayiste et journaliste suisse.

## Biographie
Jean Dumur fait des études de lettres avant de s'engager dans le journalisme. Il est d'abord correspondant à Londres de la Gazette de Lausanne et de la Radio suisse romande, avant de devenir le rédacteur en chef de la Tribune de Lausanne de 1969 à 1972, puis chef de l'information de la Télévision suisse romande de 1972 à 1982 puis pour finir directeur des programmes de la TSR dès 1982. Jean Dumur met sur pied un téléjournal romand indépendant de la rédaction alémanique et procure ainsi, avec son équipe, une audience internationale à la TSR. 
Jean Dumur est l'auteur de divers ouvrages, parmi lesquels un livre sur Cuba en 1962 ainsi qu'un ouvrage sur la profession de journaliste avec Salut journaliste en 1979. 
Auteur de deux romans policiers Pour tout l'or du monde en 1983 et Swisschoc en 1985, Jean Dumur reçoit un Emmy Award pour son reportage sur la campagne électorale de Robert Kennedy. 
Jean Dumur décède le 2 février 1986 à Dardagny. 
Le prix Jean-Dumur est créé en 1986 par plusieurs rédacteurs en chef romands.

## Sources
- « Jean Dumur », sur la base de données des personnalités vaudoises sur la plateforme « Patrinum » de la Bibliothèque cantonale et universitaire de Lausanne.
- Prix Jean Dumur
- Histoire de la TSR - bio-dumur
- TSR Archives
- Theo Mäusli/AN, « Jean Dumur » dans le Dictionnaire historique de la Suisse en ligne.
- Fonds d'archives TSR, Genève.